# Sebourquiaux
Sebourquiaux is een gehucht in de Franse gemeente Sebourg in het Noorderdepartement. Het ligt ten noorden van het dorpscentrum van Sebourg, stroomafwaarts langs de Aunelle richting Rombies-et-Marchipont, een kilometer van de Belgische grens.

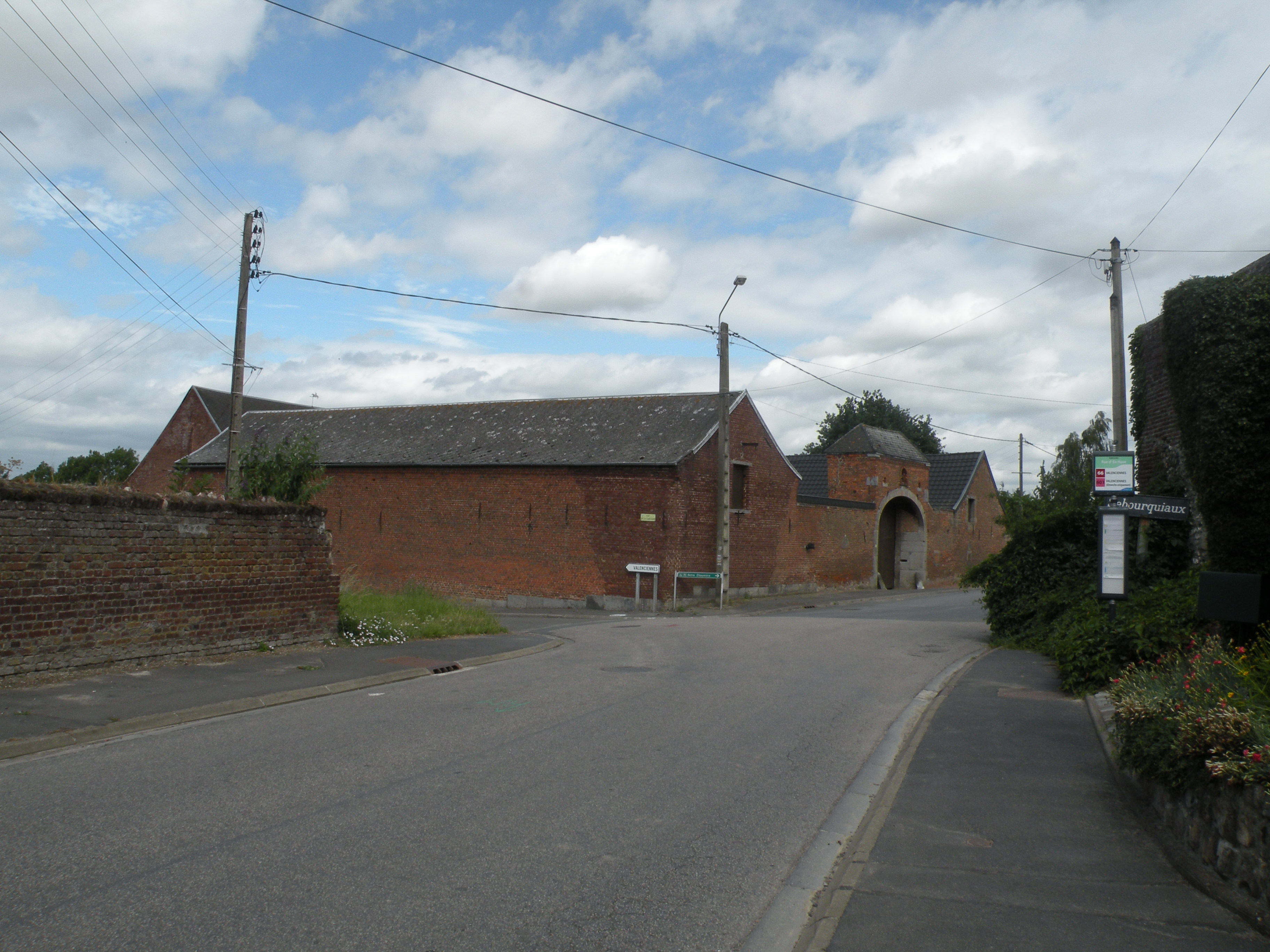
Zicht bij binnenrijden Sebourquiaux

## Geschiedenis
Het kerkje van Sebourquiaux dateert reeds uit de middeleeuwen. De oudste geschreven vermelding van de kapel dateert uit 1476.
Het gehucht is aangeduid op de 18de-eeuwse Cassinikaart als de Sebourquieaux.

## Bezienswaardigheden
- De  Église Sainte-Marie-Madeleine